# زبان وولایتا
زبان وولایتا (Wolayttatto Doonaa) زبانی از گروه اومتو از خانواده اوموتی است که در منطقه وولاییتا و برخی از بخش‌های دیگر منطقه ملت‌ها، ملیت‌ها و مردمان جنوبی اتیوپی رایج است. این زبان مادری مردم ولایتا است. این زبان پرسخنورترین زبان اوموتی است.